# アックスボンバー (お笑いコンビ)
アックスボンバーは、吉本興業に所属していたお笑いコンビ。2015年結成。NSC大阪校38期生。

## メンバー
矢野レノン（やの れのん、1991年5月27日 - )（34歳）
ボケ担当、立ち位置は向かって右。
本名：矢野麗音（読み同じ）
大阪府豊中市出身。本籍地は大阪市西成区。血液型AB型。趣味は寝技、護身術。特技はキーボードの早打ち。
ピン芸人として活動するときは「矢野ロック」名義を使用する。

中村元気（なかむら げんき、1992年9月25日 - ）（32歳）
ツッコミ担当、立ち位置は向かって左。
本名：中村元気（読み同じ）
大阪府豊中市出身。血液型A型。趣味はカメラ。特技はエアドラム、綱渡り。

## 略歴
地元（大阪府豊中市）の幼馴染で、お互い面白い人だと思っていたものの、M-1グランプリなどの賞レースに憧れた訳ではなく「おもしろい人と仲良くなりたい」という理由でNSCに入学しコンビを結成する。「新しい波24」で霜降り明星の粗品と出会い、粗品のお笑いに対するストイックな姿勢に憧れ距離を縮める。しかし、他の芸人たちは自分たちが思い描いていた姿や環境とは程遠く、次第にお笑いに対する意欲も欠け、2019年にコンビを解散する。
コンビ名は2人が好きなプロレスの技名「アックスボンバー」に由来する。
矢野は他の相方とコンビ結成、解散をした後にユビッジャ・ポポポーと共に「ユビッジャ・ポーポレーション」を設立し裏方としてネタの制作やマネジメント業務に携わる。
元気はお笑い芸人を引退して別の仕事に就き、粗品にも芸人引退を告げていなかった。ある日、粗品から連絡を受け芸人引退を初めて報告したところ、YouTubeチャンネルの切り抜き動画の作成や動画編集のスタッフとして加入してほしいと提案を受け、以降はお笑い以外の仕事と粗品のYouTubeチャンネルの編集スタッフの両立をしていくこととなる。
2023年6月、粗品が新たなYouTubeチャンネル「粗品のロケ」を立ち上げる時に、元気にカメラマンを打診し、正式にスタッフとして加入する。
2023年11月、矢野がユビッジャ・ポーポレーションの設立を粗品に報告した時に、粗品が「粗品のロケ」のメンバー入りを打診し、正式にスタッフとして加入する。以後、粗品のロケは粗品とアックスボンバーとの3人体制となり、事実上のアックスボンバー再結成となった。その後、矢野・元気ともに上京し、元気は芸人引退後に就いていたお笑い以外の仕事も退職した。
2024年4月より、粗品のロケ内にてアックスボンバーの過酷ロケ企画が始動し、粗品から課せられる過酷ロケ（四葉のクローバーで花束を作らせる、メントスコーラでiPhoneや高級腕時計を壊させるなど）の動画を2人で作成し粗品に提出するというシリーズが毎週日曜日に更新された。同年9月までの5か月間にわたり更新し続け、9月1日に更新された「スタッフに面白い事10個してもらった」をもって過酷ロケシリーズは終了し、アックスボンバー独自のYouTubeチャンネル「アックスボンバーの提出」を立ち上げることが発表された。
私生活でも粗品とは仲が良く、またカベポスターの永見とも交流があり4人で旅行に行くなど親交が深い。
「アックスボンバーの提出」設立後、矢野はユビッジャ・ポポポーの裏方、粗品のロケスタッフとして活動する傍らピン芸人「矢野ロック」としての活動も開始しR-1グランプリへの出場や、他の芸人のライブ出演なども行う。元気はお笑い芸人を完全に引退したと語り、粗品のロケ加入後、アックスボンバーの提出設立後も芸人に復帰したという感覚はないという。
2025年3月、矢野がユビッジャ・ポポポーのマネジメント業務に集中したいとの理由から粗品のロケスタッフを卒業する。元気は残留し以後粗品のロケは粗品と元気の2人体制となる。
2025年5月、初の単独ライブを開催する。
2025年7月5日、元気が個人のYouTubeチャンネル「ナカムラゲンキの休日の贅沢」を開設。後にチャンネル名を「ナカゲン酒」に改める。

## 芸風
主にコント。シュールなネタを得意とする。しかしキングオブコントやM-1グランプリなど賞レースへの出場経験はあるものの、ネタを好んでおらず吉本興業所属時代には単独ライブは一切行わなかった。
YouTubeでは矢野が突飛なレシピを披露する「矢野料理」や、元気の女性とのデート企画「エロ塾」など企画が中心となり、コント・漫才などのネタを行う事は一切ない（粗品のロケ加入時にアックスボンバーの代表作「バック」を披露したのみ）。

## 賞レース成績

### M-1グランプリ
- 2016年（第12回）2回戦敗退[8]
- 2017年（第13回）1回戦敗退[9]

### キングオブコント
- 2018年（第11回）1回戦敗退
- 2019年（第12回）1回戦敗退

### R-1グランプリ
- 2025年（第23回）1回戦敗退（矢野）[10]

## 出演

### テレビ
- 新しい波24（フジテレビ、2017年4月4日 - 9月19日）
- ネタパレ（フジテレビ）

## 単独ライブ
- 2025年5月6日 - 「大食いライブ」（高円寺ジュンジョー）